# Курт Алдер
 Курт Алдер (на немски: Kurt Alder)) e немски химик, носител на Нобелова награда за химия за 1950 година заедно с Ото Дилс.

## Биография
Роден е на 10 юли 1902 година в Кьонигсхюте, Горна Силезия (днес Хожов, Полша). През Първата световна война семейството му бяга през Берлин в Кил, където следва химия и през 1926 г. промовира при Ото Дилс. През 1940 г. става професор и шеф на кадедрата по химия в Кьолнския университет.
През 1979 г. в негова чест наричат кратер на Луната.
Умира на 20 юни 1958 година в Кьолн.